# Legión Extranjera Francesa
La Legión Extranjera (en francés: Légion étrangère), pronunciación en francés: / leʒjɔ̃ etʁɑ̃ʒɛʁ/), es una rama del servicio militar del Ejército francés establecida en 1831. Los Legionnaires son soldados de infantería altamente entrenados. El cuerpo estuvo y sigue estando abierto a reclutas militares dispuestos a servir a las Fuerzas Armadas Francesas. Cuando se fundó, la Legión Extranjera no era la única; otras formaciones extranjeras existían entonces en Francia.
Dirigido por oficiales franceses, está abierto a ciudadanos franceses, siempre que digan pertenecer a otro país, que representaron el 24 % de los reclutas en 2007. La Legión Extranjera es hoy conocida como una unidad cuyo entrenamiento se centra en las habilidades militares tradicionales y en su fuerte esprit de corps, ya que sus hombres provienen de diferentes países con diferentes culturas. Esta es una manera de fortalecerlos lo suficiente como para trabajar como equipo. En consecuencia, la capacitación a menudo se describe no solo como un desafío físico, sino también psicológicamente muy estresante. La ciudadanía francesa puede solicitarse después de tres años de servicio.  La Legión es la única parte del ejército francés que no jura lealtad a Francia, sino a la Legión Extranjera. Cualquier soldado que resulte herido durante una batalla por Francia puede solicitar de inmediato ser un ciudadano francés bajo una disposición conocida como «Français par le sang versé» ('Francés por sangre derramada'). A partir de 2008 los miembros de la Legión provienen de ciento cuarenta países.
Desde 1831 la Legión ha sufrido la pérdida de casi cuarenta mil hombres en servicio activo en Francia, Chile, Argelia francesa, Marruecos, Túnez, Madagascar, África Occidental, África Ecuatorial, México, Italia, Crimea, España, Indochina, Noruega, Líbano, Siria, Chad, Zaire, Líbano, África Central, Gabón, Kuwait, Ruanda, Yibuti, antigua Yugoslavia, Somalia, República del Congo, Costa de Marfil,  Irak, Afganistán, Mali, Chad, Níger, Sahel y otros.
La Legión Extranjera Francesa se usó principalmente para proteger y expandir el imperio colonial francés durante el siglo XIX. La Legión Extranjera se estacionó inicialmente solo en Argelia francesa, donde participó en la pacificación y el desarrollo de la colonia. Posteriormente, la Legión Extranjera se desplegó en varios conflictos, incluida la primera guerra carlista en 1835, la guerra de Crimea en 1854, la segunda guerra de la Independencia italiana en 1859, la Intervención francesa en México en 1863, guerra franco-prusiana en 1870, Campaña Tonkin y Guerra franco-china en 1883, apoyando el crecimiento del imperio colonial francés  en África subsahariana y pacificación de Argelia, Segunda guerra de Dahomey en 1892, Segunda expedición de Madagascar en 1895, y las Guerras Mandingo en 1894.
En la Primera Guerra Mundial, la Legión Extranjera luchó en muchas batallas críticas en el Frente Occidental. Jugó un papel más pequeño en la Segunda Guerra Mundial que en la Primera Guerra Mundial, aunque participó en las campañas de Noruega, Siria y  África del Norte. Durante la primera guerra de Indochina (1946-1954), la Legión Extranjera vio que sus números aumentaban. El FFL perdió una gran cantidad de hombres en la catastrófica batalla de Dien Bien Phu. Durante la guerra de Independencia de Argelia (1954-1962), la Legión Extranjera estuvo a punto de disolverse después de que algunos oficiales, hombres y el Primer Regimiento de Paracaidistas Extranjeros estuvieran muy bien decorados (1.er REP) participó en el Putch de los Generales. Las operaciones durante este período incluyeron la Crisis de Suez (1956), la Batalla de Argel y varias ofensivas lanzadas por General Maurice Challe incluyendo Operaciones Oranie y Jumelles.
Consecuentemente, la instrucción es descrita a menudo como no solo físicamente dura, sino también muy estresante psicológicamente. Muchas veces los métodos de entrenamiento se consideran brutales, llevando a tasas altas de deserción. La Legión se defiende diciendo que la guerra también es brutal. De hecho, es fácil que un legionario entre en combate más de una vez durante sus cinco años de servicio.
Otros países han tratado de emular el modelo de la Legión Extranjera Francesa. La Legión Extranjera Francesa contemporánea se relaciona más con la de España, la Legión española.

## Historia
La Legión Extranjera fue creada por orden del rey Luis Felipe de Orleans el 9 de marzo de 1831, para agrupar en un solo lugar a todos los extranjeros que en ese momento servían en las fuerzas armadas francesas.
La Legión fue una pieza importante en la política colonial de Francia, y luchó en Indochina y Argelia. Participó en varios enfrentamientos importantes de la Segunda Guerra Mundial.
Sirvió principalmente para proteger y expandir el imperio colonial francés durante el siglo XIX. Igualmente ha tomado parte en guerras con otras potencias europeas, tal es el caso de la guerra franco-prusiana y ambas guerras mundiales.

### Batallas importantes

#### La Legión Extranjera Francesa en España. Primera guerra carlista
En octubre de 1832 el número de legionarios ascendía a 5.538, agrupados en siete batallones. Con el paso de los meses las deserciones comenzaron a ser casi tantas como los alistamientos. Legión Extranjera pasó casi un año llevando a cabo todo tipo de labores. Los legionarios fueron más empleados para sanear caminos, levantar campamentos o construir senderos y vivieron solo algunos enfrentamientos contra los rebeldes árabes. Ante la guerra civil en España. 
Francia deseaba ayudar a su aliada Isabel II pero evitando verse involucrada en la guerra. Para apoyar la demanda de Isabel II al trono español contra su tío, el gobierno francés decidió enviar la Legión a España y por eso, el 28 de junio de 1835, la Legión fue puesta a disposición del gobierno español.
En España la Legión recibió el nombre de División Auxiliar Francesa. La Legión llegó a Tarragona el 17 de agosto con alrededor de cuatro mil hombres. Una de las primeras cosas que hizo el comandante fue disolver a los batallones nacionales para crear un mayor "esprit de corps". Más adelante, también formó tres escuadrones de lanceros y una batería de artillería de la fuerza existente para aumentar la independencia y flexibilidad. Fueron llamadas "Los Argelinos" por los locales debido a su ubicación anterior.
Tras su llegada a Tarragona, la Legión Extranjera se trasladó a Lérida el 25 de agosto. A partir de ese momento las tropas fueron separadas y enviadas a múltiples misiones. Esta forma de combatir impidió utilizar a los hombres como un conjunto y privó a la unidad de su potencial. Las tácticas de los carlistas se cobraría la vida de muchos de los pequeños grupos de legionarios. 
La Legión llevó el peso de la mayor parte de los combates en que participó, lo que se vio reflejado en los éxitos que alcanzó a pesar de experimentar fuertes bajas entre sus efectivos. Como venganza por fusilamientos y torturas a los carlistas que se habían rendido las tropas carlistas fusilaron a todo miembro de la legión que cayó en sus manos. Fue disuelta el 8 de diciembre de 1838, cuando le quedaban quinientos  hombres. Los sobrevivientes volvieron a Francia, y muchos se alistaron de nuevo en la Legión junto con muchos de sus enemigos anteriores, los Carlistas.

#### Segunda intervención francesa, batalla de Camarón

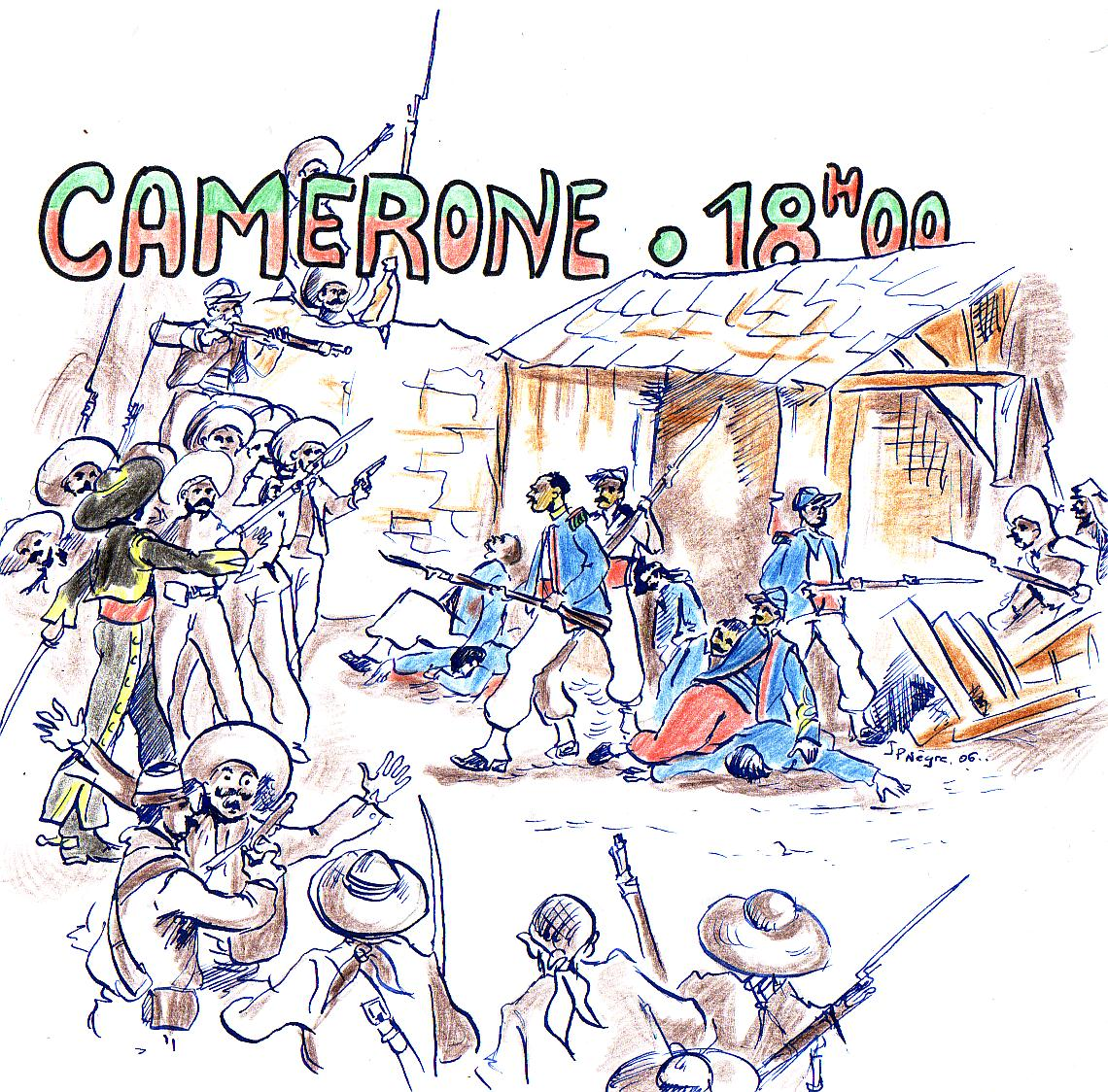
Batalla de Camarón

La Batalla de Camarón fue el 30 de abril de 1863 cerca de la localidad de Camarón de Tejeda, Veracruz, México el día en que la Legión ganó su aura legendaria, dicha batalla se verificó durante la segunda intervención francesa.
Una pequeña patrulla al mando del capitán Jean Danjou, compuesta por sesenta y dos soldados y tres oficiales, fue atacada y sitiada por cerca de dos mil mexicanos, organizados en tres batallones de infantería y de caballería, siendo forzada a defenderse en la Hacienda Camarón. A pesar de lo desesperado de la situación, lucharon con gran valor. Quedando apenas seis legionarios sobrevivientes ya sin municiones, que, negándose a rendirse, calaron las bayonetas y atacaron, aunque los mexicanos realizaron una descarga y resultaron heridos. Después no tuvieron otra opción más que entregarse. El general mexicano Francisco de Paula Milán quedó tan impresionado con el destacamento del capitán Danjou que asignó una guardia para escoltar lo que quedaba del batallón de regreso a Francia.

#### Guerra franco-prusiana
Según la ley, la Legión Extranjera Francesa no debía ser utilizada dentro de la Francia metropolitana, y así, no era parte del ejército imperial de Napoleón III que capituló en Sedán. Con la derrota del ejército imperial, el Segundo Imperio Francés cayó y se instituyó la Tercera República Francesa. El problema era que la nueva república estaba desesperadamente falta de soldados entrenados, por lo que se solicitó a la Legión que facilitara un contingente. El 11 de octubre, dos batallones provisionales desembarcaron en Tolón (Var); al mando del coronel Marcel Delsouc (fallecido en la campaña), fue la primera vez que la Legión fue desplegada en Francia. Procuraron levantar el sitio de París atravesando las líneas prusianas. Consiguieron recuperar Orleans, pero no pudieron romper el sitio.

#### Guerra colonial
Durante la Tercera República Francesa, la Legión desempeñó un papel importante en la expansión colonial francesa. Lucharon en África del Norte (donde establecieron sus jefaturas en  Sidi Bel Abbés en Argelia), Madagascar e Indochina, en donde participaron en el sitio de Tuyen Quang en 1885.

#### Batalla de Tighri
En 1881 el jeque Bouamama inició una revuelta que duraría hasta su muerte en 1908. Al mando de su tribu, los Ouled Sidi Cheikh, el jeque emboscó varias unidades y aniquiló pequeñas guarniciones hasta que fue obligado por las fuerzas francesas a retroceder desde la región de Naâma hacia Uchda (actual Marruecos). Finalmente, el 16 de abril de 1882 se encontró con un equipo de agrimensura y tres compañías de legionarios (cerca de trescientos hombres). El jeque decidió emboscarlos con los ocho mil jinetes que les acompañaban durante una tormenta de arena que se desató cerca de la aldea de Tighri. Sin embargo, los legionarios lograron formar un cuadrado defensivo y rechazar las diversas cargas de la caballería enemiga. Al finalizar la batalla dos mil bereberes habían muerto y otros miles se habían rendido, mientras que sus enemigos solo tuvieron cuarenta y dos  muertos y treinta y un heridos.<

#### Las guerras mundiales
En la Primera Guerra Mundial, la Legión luchó en muchas batallas críticas de la guerra, incluyendo la batalla de Verdún. La Legión fue altamente galardonada por sus esfuerzos en la guerra. Muchos americanos jóvenes se presentaron voluntariamente para luchar en la Legión cuando estalló la guerra en 1914. La Legión Extranjera participó también en la Segunda Guerra Mundial, desempeñó un importante papel en Oriente Medio y en la campaña norteafricana. Desplegaron a la 13.ª Media Brigada en la batalla de Bir Hakeim. Un dato interesante, una parte de la Legión era leal al movimiento francés libre y otra parte era leal al gobierno de Vichy. Una batalla entre ambos grupos de oposición en la Campaña de Siria-Líbano los hizo luchar cara a cara; posteriormente la legión de Vichy se unió a sus hermanos franceses libres.

#### Indochina

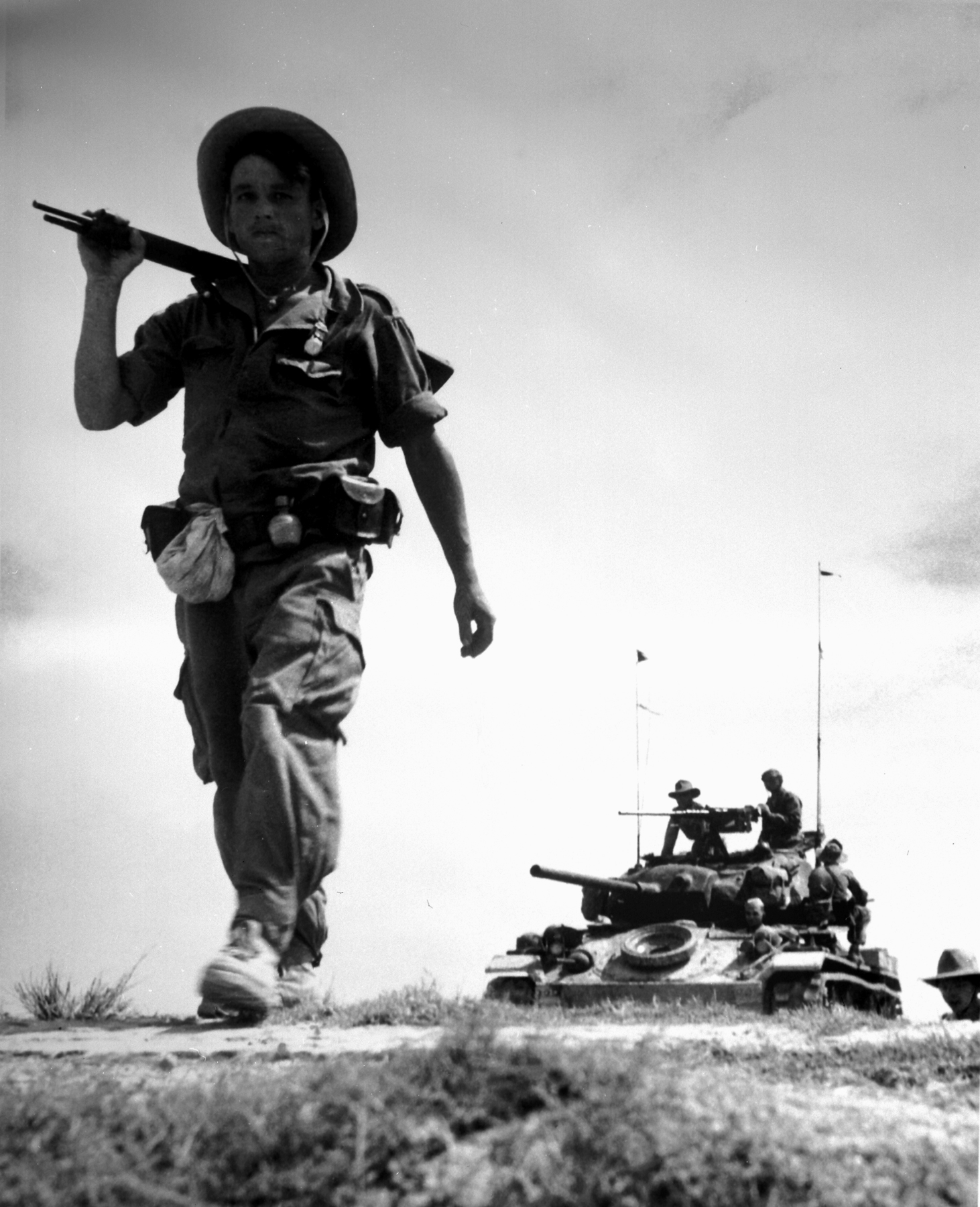
Soldado de la Legión Extranjera Francesa caminando en un arrozal, hacia 1954.

Las unidades de la Legión fueron desplegadas en la Indochina francesa y lucharon en la Guerra Franco-China. Un batallón era el componente dominante en la defensa de la fortaleza de Tuyên Quang cuando fue asaltada por las tropas chinas muy superiores en número. Después de la Segunda Guerra Mundial, las unidades de la Legión estuvieron implicadas en la defensa de Dien Bien Phu durante la primera guerra de Indochina, en la que perdieron una gran cantidad de hombres. Hacia el final desesperado de la batalla, los legionarios formaron un núcleo de fuerza voluntaria del relevo enviado por paracaídas a la base para tratar de salvarla.

#### La guerra del Golfo
El 6.º regimiento extranjero de ingenieros, el 2.º regimiento extranjero de infantería y el 1.er regimiento extranjero de caballería fueron enviados en septiembre de 1990 al Golfo Pérsico como parte de la Operación Daguet. Formaban parte de la 6.ª división francesa, cuya misión era proteger el flanco izquierdo de la coalición. Después de cuatro semanas, las fuerzas de la coalición comenzaron la campaña de tierra. Penetraron rápida y profundamente en Irak. La Legión ocupó el aeropuerto de Salman del Al con poca resistencia. La guerra terminó después de cientos de horas de luchas.

### Legión española
La Legión Española fue creada en 1920, siguiendo el ejemplo francés, y desempeñó un papel significativo en el protectorado español durante la guerra del Rif. También tuvo un papel destacado en la guerra civil y la del Ifni. Sigue existiendo como unidad operativa del ejército español, aunque al contrario del caso francés, el número de reclutas extranjeros nunca superó el 25%.

### Unidades disueltas
El 1.er Regimiento paracaidista fue creado en 1955 y disuelto en abril de 1961, cuando todo el regimiento se levantó contra el gobierno de Charles de Gaulle en protesta contra los movimientos para negociar un fin a la guerra de Argelia, a raíz de lo cual se independizó Argelia de Francia el 5 de julio de 1962. La Legión fue reducida, pero se evitó la disolución de la mayoría de las otras unidades, como el Ejército de África (Sipahis, Zuavos, tiradores, jinetes de dromedarios mehari, Harkis, Goums y Chasseurs d'Afrique).
La intención parece haber sido el conservar una fuerza que podría usarse para intervenciones militares fuera de Francia, y no involucrar a los reclutas franceses, algo que sería políticamente poco popular. La abolición del reclutamiento en Francia en 2001 y la creación de un Ejército completamente profesional podría suponer un riesgo para el futuro de la Legión.

## Afiliación

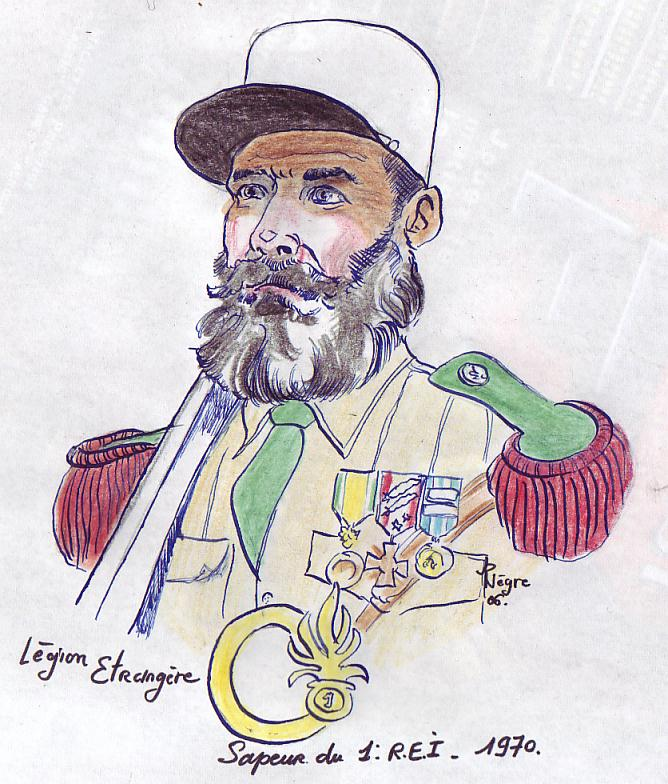
Zapador del 3.º Regimiento de Infantería.

Mientras que los oficiales con mando son franceses —aproximadamente el 10% de ellos son antiguos legionarios nacionalizados franceses—, la tropa está compuesta exclusivamente por extranjeros, y ningún legionario puede ser ciudadano francés debido al carácter prescindible de este tipo de soldado. Durante la Segunda Guerra Mundial, algunos republicanos españoles entraron en la Legión para luchar contra los nazis que habían apoyado al régimen franquista. Después de la contienda fueron los alemanes los que se alistaron en masa a la Legión. Fue tal su influencia que la mayoría de las canciones legionarias son copias adaptadas de marchas alemanas, como Kepi Blanc o Chant du Diable del 2.º regimiento extranjero de paracaidistas. A mediados de la década de 1980, la Legión tuvo varios contingentes de británicos y serbios. Actualmente abundan los reclutas provenientes de países del Este. Se calcula que en la actualidad forman en ella unas 130 nacionalidades diferentes.
Las filas de la Legión fueron históricamente llenadas con enlistados de países cuyos gobiernos se encontraban inmersos en algún tipo de guerra civil o conflicto armado. La mayoría sin estudios superiores, eran unos simples transeúntes que no tenían trabajo. En generaciones recientes, sin embargo, muchos de los reclutas son de clase media y de países estables, como el Reino Unido, Estados Unidos y la misma Francia, muchos de ellos con estudios superiores en diferentes áreas profesionales. 
Los legionarios, para alistarse, pueden usar un seudónimo (identidad no declarada) y declarar una nacionalidad. Esta disposición existe para que aquellas personas que así lo deseen, pero existe la posibilidad de utilizar el nombre verdadero. Los ciudadanos franceses pueden alistarse también bajo una identidad ficticia o nacionalidad distinta, generalmente un francófono (p. ej. canadiense de Quebec, belga, suizo o ciudadano de Mónaco). Pasado un año de servicio, los legionarios pueden regularizarse bajo su verdadera identidad.
Después de tres años de servicios con "Honor y Fidelidad" en la Legión, un legionario extranjero puede solicitar la ciudadanía francesa. Puede optar si quiere por recuperar su verdadero nombre o seguir con el "de legionario". Un soldado que es herido durante una batalla por defender a la patria francesa, puede solicitar la ciudadanía francesa bajo la disposición conocida como “Français par le sang versé” (francés por la sangre derramada).
Actualmente, hay 7.655 hombres distribuidos en 411 funciones, 1.731 suboficiales y 5.513 legionarios en 10 regimientos.

## Composición
Tradicionalmente, la Legión no acampaba en territorio metropolitano francés excepto en tiempos de guerra. En 1962, el cuartel general de la Legión estaba instalado en Sidi-Bel-Abbès, en Argelia. Hoy en día, algunas unidades de la Legión están acuarteladas en Córcega o en posesiones en el extranjero, mientras que el resto se encuentra en el sur de Francia. El cuartel actual se halla en Aubagne (Francia), en las afueras de Marsella.
Hay nueve Regimientos y una subunidad independiente:

En la metrópoli francesa

| 1° REC | 1° RE | 2° REI | 4° RE | 1° REG | 2° REG | 2° REP | 13 DBLE |
| ------ | ----- | ------ | ----- | ------ | ------ | ------ | ------- |
|        |       |        |       |        |        |        |         |
| 1      | 2     | 3      | 4     | 5      | 6      | 7      | 8       |

- 1 - 1° Regimiento extranjero de Caballería - Base en Orange, Francia (tropas blindadas);
- 2 - 1° Regimiento - Base en Aubagne (Cuartel de la Legión);
- 3 - 2° Regimiento extranjero de Infantería - Base en Nîmes, Francia;
- 4 - 4° Regimiento - Base en Castelnaudary, Francia (en entrenamiento);
- 5 - 1° Regimiento extranjero de Ingenieros - Base en Laudun;
- 6 - 2° Regimiento extranjero de Ingenieros - Base en St. Christol, Marsella;
- 7 - 2° Regimiento extranjero de Paracaidistas - Base en Calvi, isla de Córcega.
- 8 - 13.ª Semibrigada de la Legión Extranjera  - Base en La Cavalerie.

Territorios franceses en ultramar
| 3° REI | DLEM |  |
| ------ | ---- |  |
|        |      |  |
| 1      |      |  |

- 1 - 3° Regimiento de Infantería - Base en Kourou, Guayana Francesa;
- 2 - Legión Extranjera en ultramar en Mayotte - Base en Dzaoudzi, isla de Mayotte;

### Despliegues actuales
Estos despliegues datan de noviembre de 2005:
- Operaciones exteriores (solo en misiones nacionales estándares)

- - Martinica - (Protección)- 2º REG / 2.ª Compañía, RCS
  - París, Francia VIGIPIRATE (o en Estado de Alerta) /2º REI/2 unidades, EM 1.er REG/2 unidades
  - Montpellier - VIGIPIRATE/2º REI / 1 unidad
  - Perpiñán - VIGIPIRATE/2º REI / 1 unidad
  - Guayana Francesa - (Protección) /3º REI / 3.ª Compañía 1.er REG / RCS
  - Mayotte - (Prevención) /DLEM
  - Islas Gloriosas - (Prevención) /DLEM
  - Yibuti - (Prevención) /13.º DBLE; 2.º REI / CAC, RCS 2.º REG / 1.ª Compañía, RCS
  - Kosovo - (Intervención) /2.º REG / BATFRA
  - Afganistán - (Intervención) /2.º REG / URH
  - Costa de Marfil - (Intervención) operación Licorne/1.er REC / 5.º Escuadrón

- Operaciones de entrenamiento
  - 2.º REP - Francia (Córcega) - Ejercicio de Regimiento
  - 1.er REC - Francia (Provenza/Alpes-Costa Azul y Languedoc-Rosellón)-Ex. Anfibio " Melaoria II"- Ejercicio "PC Garrigues "Palmex II";
  - 2.º REI - Francia y Reino Unido, La Courtine, Ex. Cambrian Patrol and CIECM;
  - 3.er REI - Guayana Estado de Combate en Medio Ecuatorial;
  - 4.º RE - Ejercicio Antarès con el 17.º RPG.

## Código de honor del legionario
Cada Legionario debe saber de memoria el "Código de honor del legionario". El legionario pasa muchas horas aprendiéndolo, recitándolo y luego obteniendo la sincronización vocal conjuntamente:
- Artículo 1: Legionario, eres un voluntario que sirve a Francia con honor y fidelidad.
- Artículo 2: Cada legionario es su hermano de armas, cualquiera que sea su nacionalidad, raza o religión. Siempre le demuestras la estrecha solidaridad que debe unir a los miembros de una misma familia.
- Artículo 3: Respetuoso de las tradiciones, apegado a sus líderes, la disciplina y el compañerismo son su fuerza; el coraje y la lealtad sus virtudes.
- Artículo 4: Orgulloso de su condición de legionario, lo demuestra con su atuendo siempre elegante, su comportamiento siempre digno pero modesto, su cuartel siempre limpio.
- Artículo 5: Soldado de élite, entrenas con rigor, mantienes tu arma como tu bien más preciado, tienes una preocupación constante por tu forma física.
- Artículo 6: La misión es sagrada, la llevas a cabo hasta el final y, si es necesario, en las operaciones, a riesgo de tu vida.
- Artículo 7: En combate actúas sin pasión y sin odio, respetas a los enemigos vencidos, nunca abandonas a tus muertos, a tus heridos, ni a tus armas.

## Paso de marcha
También es muy notable el paso de marcha de la Legión. En comparación con los 140 pasos por minuto de otras unidades francesas, la Legión tiene una velocidad de 88 pasos por minuto. Esto puede verse en los desfiles ceremoniales y demostraciones públicas a los que acude la Legión, particularmente en el desfile del 14 de julio (Día de La Bastilla) en París, Francia por el impresionante paso lento, al que los legionarios llaman El Arrastre. La Legión es siempre la última unidad marchando en cualquier desfile.
La Legión va siempre acompañada por su propia banda, la cual tradicionalmente toca la marcha de cada uno de los regimientos que componen la Legión, excepto la de la unidad actual del desfile. La pieza del Regimiento de cada unidad y "Le Boudin" (comúnmente llamada la Salchicha de Sangre o "Canción del Pudin Negro"), es interpretada por los legionarios en posición de firme.

## Uniforme

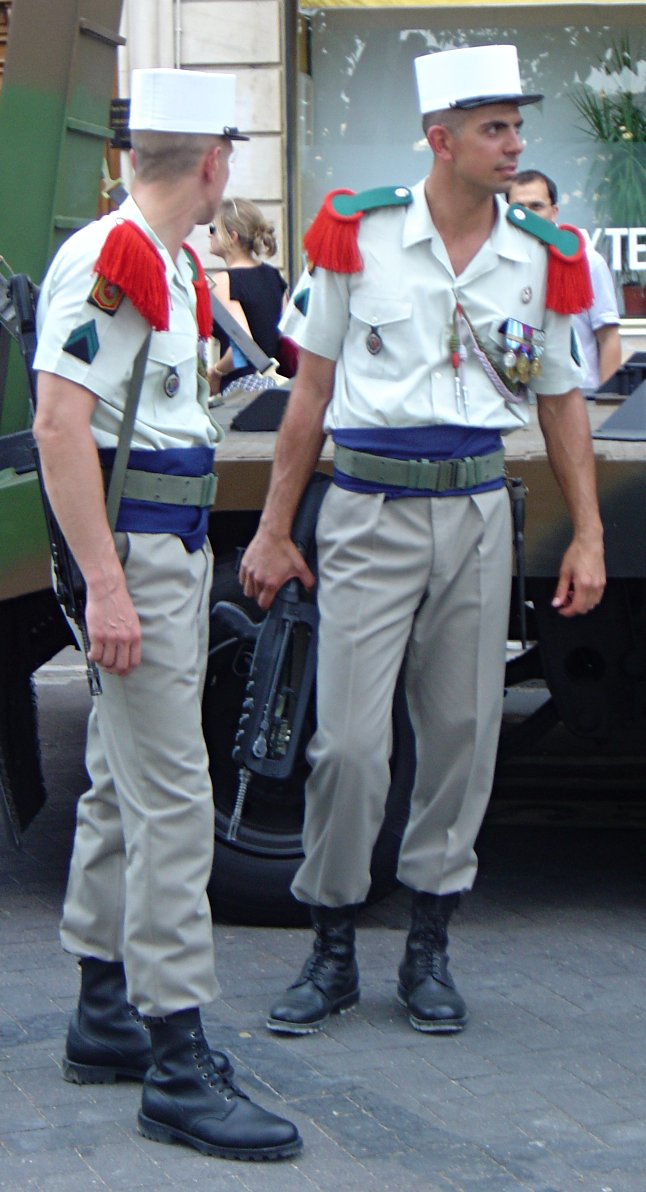
Legionarios con el uniforme de gala moderno. Visten con charreteras verdes y rojas y el distintivo quepis en blanco. Llevan el rifle del asalto FAMAS.

Desde su fundación hasta la Primera Guerra Mundial, la Legión portó el uniforme francés de infantería para desfiles con unas pocas distinciones especiales. El uniforme de campaña fue modificado a menudo por la influencia de condiciones extremas donde la Legión servía. El chacó fue reemplazado muy pronto por el tradicional quepis blanco, el cual era muy adecuado para las condiciones reinantes en África del Norte. Durante poco tiempo se utilizaron uniformes verdes en 1856 por unidades reclutadas en Suiza para servir en la Guerra de Crimea.
En la primera década del siglo XX, los legionarios usaron un quepis azul (técnicamente "azul celeste") y uniforme del mismo color con cuello, puños y pantalones rojos. Las características más notables fueron las hombreras verdes (en sustitución de las rojas) puestas con flecos rojos de lana, incluyendo la granada roja en llamas bordada en el quepis en lugar del número del Regimiento. En campaña portaban el quepis con una cubierta ligera caqui, a veces con una cortinilla protectora en el cuello sujetada al quepis que recibe el nombre de siroquera. El capote estándar de color azul celeste cruzado de la infantería francesa solía utilizarse con las puntas de los faldones abotonados al costado de las piernas para dejarlas libres al marchar; alrededor de la cintura emplearon una faja de tela, copiada de los zuavos y tiradore que proveía calor y ayudaba a prevenir enfermedades intestinales. Esta faja, de color azul, se hizo característica de la Legión. Los pantalones de lino blanco con pinzas fueron sustituidos por otros rojos y más amplios para el clima caliente.
En el acuartelamiento, solía usarse una funda blanca para el quepis, así como una chaqueta (veste) azul oscuro, con camisa y pantalones blancos. La cubierta original del quepis era caqui y, debido al lavado constante, se volvió rápidamente blanca. La cubierta de quepis blanco o caqui no fue única en la Legión pero era habitual entre otras unidades del frente francés en África del Norte.
La Legión Extranjera se fue distinguiendo como la unidad que más habitualmente estaba destacada en destinos remotos. A raíz de ello y aún por las propias diversidades climáticas que debía enfrentar el ejército francés en África, se decidió permitir a los comandantes adaptar el tenue de jour (uniforme diario) de acuerdo a las circunstancias de cada destino. Así, un legionario puede desfilar o caminar con chaqueta azul y pantalones blancos en clima caliente, la chaqueta y los pantalones rojos en temperaturas normales o usar el capote azul con pantalones rojos en clima frío. Las hombreras se utilizan con la camisa, chaqueta o capote solamente para desfiles o fuera de servicio.
En un reciente documental, cortesía de Military Channel, algunos miembros de la Legión aparecen portando el uniforme de camuflaje con diseño de patrón raya de tigre en las maniobras de combate y patrullaje en la Guyana francesa. Muchos miembros de la legión han sido vistos portando también el color verde oliva y el casco con el patrón de camuflaje francés de la OTAN.

## Armas
Los reclutas se entrenan en el armamento principal de la división de infantería francesa, el Fusil de asalto FAMAS, el cual es el rifle de asalto estándar de cualquier soldado francés. También incluye el entrenamiento con granadas, pistola automática de 9mm y lanzacohetes antitanque de 90 mm y de 112 mm. El entrenamiento adicional se lleva a cabo en el regimiento de combate en donde se destinó al recluta.

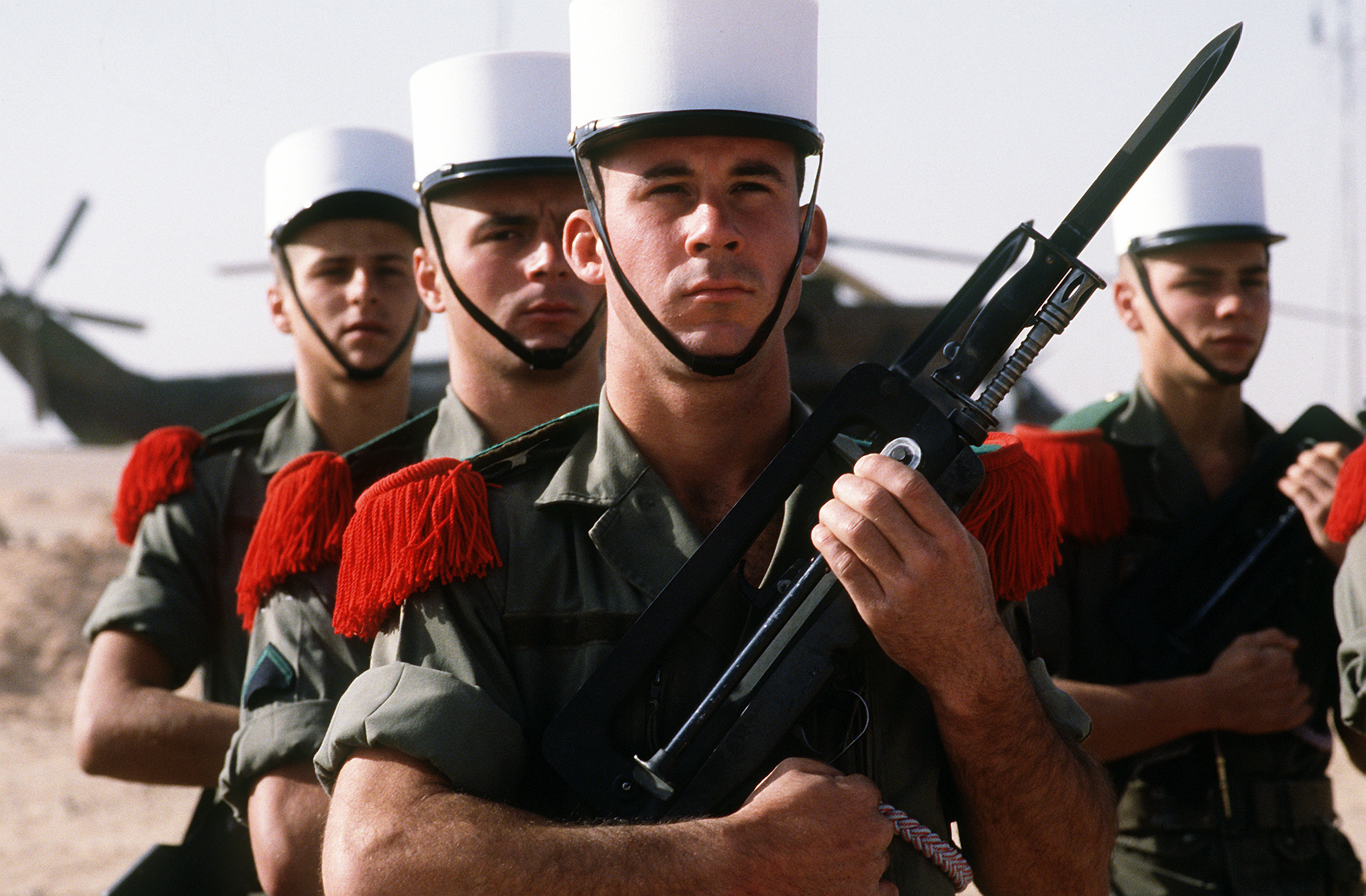
Legionarios con el rifle de asalto FAMAS.

## Requisitos de admisión
Para ingresar en sus filas los requisitos son:
- Tener entre 17 años y medio hasta los 40 años y medio de edad
- Estar en buena forma física
- Ser portador de un documento de identidad válido (pasaporte para los que no pertenecen a la Comunidad Europea)
- Cualquiera que sea su situación familiar (casado o soltero), todos serán alistados como soltero
- Ser físicamente apto para servir en todas partes

La selección solo se realiza en Francia
Una vez seleccionado, el nuevo Legionario firma un contrato por 5 años, y tras cuatro meses de entrenamiento, es asignado a uno de los regimientos. No es necesario conocer el idioma francés, ya que la Legión se encargará de enseñárselo. Al cabo de tres años (o inmediatamente tras haber sido herido en batalla) tiene derecho a solicitar la nacionalidad francesa.

### Entrenamiento físico y pruebas
Algunas de las pruebas a que son sometidos los reclutas:[cita requerida]
- Realizar 10 dominadas de rango completo
- Una carrera de 8 km con una mochila de 32 kg que debe de ser completada en una hora.
- Correr lo más lejos que se pueda en 12 minutos, algo sobre 2800 metro/m o más es una buena carrera.
- Pasar por un campo de 20 obstáculos, que para completarlo se necesitan 3 a 5 minutos en promedio.
- Escalar una cuerda sin usar los pies como apoyo; tendrá que ascender y descender las veces que se pueda sin pararse.
- Correr 100 metros con una bolsa de arena que pesa 40 kg en menos de 20 segundo/s.
- Pruebas incorporando lagartijas, sentadillas y abdominales.

El entrenamiento se describe a menudo como físicamente duro, pero también ha sido catalogado como psicológicamente estresante. Se emplean a menudo métodos de entrenamiento muy brutales, y la violencia hacia los jóvenes legionarios es muy común, encabezando altos índices de deserción, como se destaca en varias memorias escritas por antiguos miembros de la Legión.[cita requerida]

## Acusaciones
En los conflictos surgidos en las colonias de África y el Sudeste asiático, unidades de la Legión Extranjera Francesa actuaron con extrema dureza contra los movimientos anticolonialistas y nacionalistas, por lo que fueron acusadas de cometer exterminios de poblaciones, torturas, secuestros y asesinatos de familiares de los líderes independentistas y otras acciones represivas ilegales.

## Anecdotario
- Antes y durante la Segunda Guerra Mundial, muchos judíos de la Europa del Este huyeron y fueron a Francia, alistándose finalmente en la Legión. Irónicamente, después de la caída del Tercer Reich, aproximadamente el 60% de la tropa eran alemanes que vinieron directamente de los campos de prisioneros de guerra de los Aliados. El libro Devil's Guard relata la historia de un oficial de las Waffen SS, su reclutamiento en la Legión y luchas con antiguos compañeros de las SS en la guerra contra el Vietminh en Indochina.

- Durante la Primera Guerra Carlista, el sargento mayor Hippolyte Bon compuso la primera canción que tuvo la tropa y que dice:

Nobles proscrits, ennemis des tyrans, -- Nobles proscritos, enemigos de tiranos,
Réfugiés de tous les points du monde; -- Refugiados de todos los puntos del mundo;
La liberté vous ouvre d'autres champs, -- La libertad os abre nuevos campos,
Où le canon d'un peuple libre gronde. -- Donde el cañón de un pueblo libre ruge.
Son bruit par l'orage, -- Su ruido por la tormenta,
Ebranle la vieille Ibérie. -- Estremece la vieja Iberia.
Combattez pour la liberté, -- Combatid por la libertad,
Vous reverrez votre patrie. -- Volveréis a ver vuestra Patria.
Au premier rang, Polonais généreux ! -- ¡A primera fila, polacos generosos!
Marchez, l'honneur vous vit toujours fidèle: -- Caminen, el honor os vio siempre fieles:
Pour vous guider, déjà du haut des cieux, -- Para guiaros, desde lo alto de los cielos,
Votre aigle blanc a déployé ses ailes. -- Vuestra águila blanca ha extendido ya sus alas.
La vierge libre a répété, -- La virgen libre repitió,
En abandonnant Varsovie: -- Mientras abandonaba Varsovia:
Combattez pour la liberté, -- Combatid por la libertad,
Vous reverrez votre patrie. -- Volveréis a ver vuestra patria.
Enfants du Rhin, si fiers d'être Français, -- Niños del Rin, tan orgullosos de ser franceses,
En vain les rois ont posé des barrières; -- En vano los reyes os pusieron barreras;
Rappelez-vous qu'en des jours de succès -- Recordad que en tiempos de éxito
La France libre avait d'autres frontières. -- La Francia libre tenía otras fronteras.
L'arbre du peuple est replanté -- El árbol del pueblo fue replantado
Guerre à mort à la tyrannie ! -- ¡Guerra a muerte a la tiranía!
Combattez pour la liberté, -- Combatid por la libertad,
Vous reverrez votre patrie. -- Volveréis a ver vuestra patria.
Du Sud au Nord, bravant tous les climats, -- De sur a norte, desafiando todos los climas,
O Légion ! tu portes ta bannière, -- ¡Oh legión! llevas tu estandarte,
Quand l'univers connaîtra tes soldats, -- Cuando el universo conozca tus soldados,
Tu dois enfin cesser d'être étrangère; -- Deberás por fin dejar de ser extranjera;
Tes fils auront droit de cité -- Tus hijos tendrán derecho de ciudadanía
Sur une terre rajeunie; -- En una tierra rejuvenecida;
Tous les peuples en liberté -- Todos los pueblos en libertad
Leur offriront une patrie. -- Les regalarán una patria.